# Карашиліцький сільський округ
Карашилі́цький сільський округ (каз. Қарашілік ауылдық округі, рос. Карашиликский сельский округ) — адміністративна одиниця у складі Аксуського району Жетисуської області Казахстану. Адміністративний центр — село Сагабуйєн.
Населення — 1964 особи (2021; 2147 у 2009, 2413 у 1999, 3353 у 1989).
Станом на 1989 рік існувала Карашиліцька сільська рада (села Жанаш, Карашилік, Сагабуйєн, Сагакурес).

## Склад
До складу округу входять такі населені пункти:
| Населений пункт | Населення, осіб (1989) | Населення, осіб (1999) | Населення, осіб (2009) | Населення, осіб (2022) |
| --------------- | ---------------------- | ---------------------- | ---------------------- | ---------------------- |
| Жанаш, село     | 199                    | -                      | -                      | -                      |
| Карашилік, село | 878                    | 792                    | 681                    | 600                    |
| Сагабуйєн, село | 1662                   | 1096                   | 901                    | 858                    |
| Сагакурес, село | 614                    | 525                    | 565                    | 506                    |